# Episodi di Modern Family (undicesima stagione)
L'11ª e ultima stagione della serie televisiva Modern Family è stata trasmessa sul canale statunitense ABC dal 25 settembre 2019 all'8 aprile 2020.
In Italia la stagione viene trasmessa sul canale satellitare Fox della piattaforma a pagamento di Sky dal 13 marzo al 29 maggio 2020, e poi in chiaro su TV8 dal 5 luglio 2021.
| n° | Titolo originale       | Titolo italiano         | Prima TV USA      | Prima TV Italia |
| -- | ---------------------- | ----------------------- | ----------------- | --------------- |
| 1  | New Kids on the Block  | I nuovi arrivati        | 25 settembre 2019 | 13 marzo 2020   |
| 2  | Snapped                | Fuori di testa          | 2 ottobre 2019    | 13 marzo 2020   |
| 3  | Perfect Pairs          | Una coppia perfetta     | 9 ottobre 2019    | 20 marzo 2020   |
| 4  | Pool Party             | Festa in piscina        | 16 ottobre 2019   | 20 marzo 2020   |
| 5  | The Last Halloween     | L'ultimo Halloween      | 30 ottobre 2019   | 27 marzo 2020   |
| 6  | A Game of Chicken      | La mascotte             | 6 novembre 2019   | 27 marzo 2020   |
| 7  | The Last Thanksgiving  | L'ultimo Ringraziamento | 20 novembre 2019  | 3 aprile 2020   |
| 8  | Tree's a Crowd         | L'albero parlante       | 4 dicembre 2019   | 3 aprile 2020   |
| 9  | The Last Christmas     | L'ultimo Natale         | 11 dicembre 2019  | 10 aprile 2020  |
| 10 | The Prescott           | Il Prescott             | 8 gennaio 2020    | 10 aprile 2020  |
| 11 | Legacy                 | Eredità                 | 15 gennaio 2020   | 17 aprile 2020  |
| 12 | Dead on a Rival        | Annienta il rivale      | 22 gennaio 2020   | 17 aprile 2020  |
| 13 | Paris                  | Parigi                  | 12 febbraio 2020  | 15 maggio 2020  |
| 14 | Spuds                  | Ricordi                 | 19 febbraio 2020  | 15 maggio 2020  |
| 15 | Baby Steps             | Il lavoro dei sogni     | 18 marzo 2020     | 22 maggio 2020  |
| 16 | I'm Going to Miss This | Casa dolce casa         | 1º aprile 2020    | 22 maggio 2020  |
| 17 | Finale Part 1          | Finale. 1ᵃ parte        | 8 aprile 2020     | 29 maggio 2020  |
| 18 | Finale Part 2          | Finale. 2ᵃ parte        | 8 aprile 2020     | 29 maggio 2020  |

## I nuovi arrivati
- Titolo originale: New Kids on the Block
- Diretto da: Gail Mancuso
- Scritto da: Paul Corrigan & Brad Walsh

### Trama
Alex si trova in Antartide per prendere parte a un progetto per rilevare la presenza di neutrini sotto al Polo Sud. Nonostante faccia buon viso a cattivo gioco, confessa a Mitchell di sentirsi molto sola e di voler tornare a casa; teme però di deludere Jay, che l’ha fortemente incoraggiata a partire.
Haley e Dylan danno un nome ai loro gemelli: Poppy e George, che dormono pochissimo. Haley segue scrupolosamente i suggerimenti di un libro sull’accudimento dei neonati e rifiuta ogni consiglio che Claire prova a darle. Alla fine, Phil porta Haley a fare un giro in macchina, riuscendo a farla addormentare in pochi minuti; intanto Claire riesce a fare addormentare i gemelli infrangendo le regole del libro e quando Haley lo scopre si infuria. Haley infine ammette di seguire alla lettera le regole del libro perché sente di non avere l'istinto materno e non sa come gestire i neonati, ma quando lei, Claire e Phil rimangono chiusi fuori di casa, scopre di essere una mamma pronta a tutto. Jay gira uno spot per le cucce per cani; Manny è dispiaciuto per non essere stato scelto come regista, ma Jay confessa di averlo volutamente escluso perché Sherry, la sua ex fidanzata, è la voce di Stella. Manny decide però di voler riconquistare Sherry e accetta il posto di regista. Cam organizza in casa un incontro con alcuni ragazzi a rischio della sua scuola e chiede a Mitchell di aiutarlo; tuttavia, quando Cam nota che una statuetta è scomparsa, sospetta subito che uno dei ragazzi l’abbia rubata. Mitchell è in realtà il responsabile: ha buttato la statuetta perché la detesta e confessa quando Cam inizia a inveire contro i ragazzi. A quel punto, Mitchell confessa e Cam rivela di avere trovato la statuetta nella spazzatura e di aver inscenato tutto solo per farlo confessare.
- Guest star: Hillary Anne Matthews (Sherry)
- Ascolti USA: 4.09 milioni[1]

## Fuori di testa
- Titolo originale: Snapped
- Diretto da: Michael Spiller
- Scritto da: Elaine Ko

### Trama
Cam sorprende Mitchell con un frigo “smart”, con cui si può parlare per aggiornare la lista della spesa e tenere traccia dei propri impegni. Tuttavia il frigorifero, la cui intelligenza artificiale ha una voce femminile di nome Bridget, fa uno strano effetto sui due, che finiscono per parlare con lei dei loro problemi invece che fra di loro e finiscono per litigare per avere l’attenzione di Bridget, così decidono di portarlo a casa di Jay e Gloria.
Gloria è la migliore del corso di Phil, che però la sprona nel modo sbagliato, suscitando un’eccessiva competizione fra lei e un’altra ragazza del corso. Quando questa subisce un incidente, Phil sospetta che Gloria ne sia responsabile e inizia a indagare su di lei, suggestionato anche dalla serie tv su donne assassine che guarda la notte mentre dà il biberon ai gemelli. Gloria cerca di provare la sua innocenza e tramite il video di sorveglianza del parcheggio scopre che è proprio Phil l’involontario responsabile dell’incidente; quando prova a incontrarlo per mostrarglielo, Phil è convinto che voglia fargli del male e si dà alla fuga, ma alla fine chiariscono il malinteso.
Claire viene intervistata da un’importante rivista del settore e non vuole condividere questo momento con il resto della propria famiglia, così si finge malata per non avere nessuno intorno.
- Guest star: Amy Pietz (Janice)
- Ascolti USA: 4.32 milioni[2]

## Una coppia perfetta
- Titolo originale: Perfect Pairs
- Diretto da: Iwona Sapienza
- Scritto da: Stephen Lloyd

### Trama
Cam e Mitchell affittano l'appartamento di sopra ad una coppia gay con una figlia. Mitch e Cam si sentono inferiori e vorrebbero mandarli via. Ci riuscirà Lily con un trucco.
Phil prepara un numero di magia per un evento annuale di agenti immobiliari ma ha paura di fallire.
Luke mente sulla sua età alla fidanzata Janice dicendole di avere 21 anni.
Arriva Sonia, la sorella di Gloria, con il suo nuovo fidanzato. Gloria crede che sia un cacciatore di dote e lo manda via. Quando scopre che in realtà è lui quello ricco cerca di farlo tornare, senza però riuscirci. Jay fa credere a Sonia che il giardiniere sia ricco, così la cognata esce con lui.
Claire vuole far colpo su un'immobiliarista famosa per fare affari insieme.
Per raggiungere i loro scopi, Claire, Alex, Luke e Phil usano i gemelli all'insaputa di Haley e Dylan per poi scoprire che un bottone del passeggino è una telecamera.
- Guest star: Stephanie Beatriz (Sonia), Christopher Gorham (Brad), Matthew Wilkas (Paul)
- Ascolti USA: 3.95 milioni[3]

## Festa in piscina
- Titolo originale: Pool Party
- Diretto da: Abraham Higginbotham
- Scritto da: Abraham Higginbotham & Jon Pollack

### Trama
Lily non vuole andare ad una festa in piscina, organizzata dagli amici dei genitori, perché si vergogna a stare in costume. Mitch e Cam la convincono ad accompagnarli ma poi sono loro a sentirsi a disagio. Vinceranno le loro insicurezze insieme agli amici.
Gloria lavora con Phil che le dà il compito di scoprire chi ruba i suoi cartelli di vendita di una casa. Riuscirà nel suo compito utilizzando il localizzatore di Stella.
Claire vuole dimostrare ad Haley e ad Alex che è bello essere donne in carriera.
Jay si sente trascurato da Gloria.
- Guest star: Rob Riggle (Gil Thorpe), Christian Barillas (Ronaldo), Kevin Daniels (Longines)
- Ascolti USA: 4.21 milioni[4]

## L'ultimo Halloween
- Titolo originale: The Last Halloween
- Diretto da: Fred Savage
- Scritto da: Danny Zuker

### Trama
Phil e Claire vanno al cinema per vedere "Non aprite quella porta" ma, siccome i biglietti sono finiti, si ritrovano a guardare un altro film horror che terrorizza Phil ma non Claire. Tornando a casa entrano a casa di una vicina e Phil, dopo un anno di lavoro, riesce a far spaventare Claire.
Mitch e Cam vanno ad una festa di Halloween organizzata da amici, ma poi si preoccupano per Lily che si trova ad un'altra festa con dei ragazzi più grandi.
Jay trova su Internet una barretta di cioccolata non più in commercio e vuole regalarla a Joe. Manny, per errore, la regala ad un gruppo di ragazzini che fanno dolcetto o scherzetto.
Gloria si sente vecchia.
Alex scopre di aver mandato delle sue foto hot ad un collega del fidanzato Bill credendo fosse quest'ultimo. Viene così lasciata da Bill.
Luke racconta alla sua fidanzata Janice di alcuni scherzi fatti in passato ad Halloween, scoprendo così di averli fatti alla stessa Janice rovinandole il matrimonio. Viene così lasciato da Janice.
- Guest star: Amy Pietz (Janice), Jimmy Tatro (Bill)
- Ascolti USA: 3.93 milioni[5]

## La mascotte
- Titolo originale: A Game of Chicken
- Diretto da: Helena Lamb
- Scritto da: Vali Chandrasekaran

### Trama
Claire si sente oppressa dai problemi al lavoro e si licenzia.
Luke vuole lasciare la scuola per investire tempo e denaro in un'idea avuta con un suo amico conosciuto al club.
Cam, durante le partite, viene preso in giro dalla mascotte della sua squadra di football.
Mitch scopre che Cam ha fatto domanda per un lavoro in Missouri.
Gloria fa da babysitter ai gemelli e vuole battezzarli in segreto. Quando Haley e Dylan la scoprono, le dicono che li faranno battezzare in futuro.
- Guest star:
- Ascolti USA: 3.95 milioni[6]

## L'ultimo Ringraziamento
- Titolo originale: The Last Thanksgiving
- Diretto da: Eric Dean Seaton
- Scritto da: Jeffrey Richman

### Trama
Mitch e Cam si dividono per fare delle commissioni, ma per un errore Ronaldo capisce che si sono lasciati. Gli amici mandano molti messaggi a Cam ma non a Mitch ed egli ci resta molto male.
Mentre fanno volare il modellino dell'aeroplano con Dylan, Jay rivela a Phil che, anni prima, lo aveva colpito di proposito con un altro modellino. Phil ci resta male ma, parlandone con Cam, capisce che lo aveva fatto perché protettivo nei confronti dei figli.
Claire, parlando con Gloria, capisce che le manca lavorare, così Gloria ne approfitta per farle fare i lavori di casa.
Haley vorrebbe preparare la cena per tutti ma è un disastro. Chiede allora ad Alex di chiamare il ragazzo con cui esce che è un cuoco, che si rivelerà un presuntuoso bacchettone. Così Phil, proprio come Jay, lo colpirà con l'aereo mandandolo via. Sarà Claire a prendere in mano la situazione mettendo all'opera tutta la famiglia per preparare la cena del Ringraziamento.
- Guest star: Christian Barillas (Ronaldo), Kevin Daniels (Longines), Justin Elling (Kyle)
- Ascolti USA: 3.95 milioni[7]

## L'albero parlante
- Titolo originale: Tree's a Crowd
- Diretto da: Julie Bowen
- Scritto da: Ryan Walls

### Trama
La madre di Dylan si trova a casa Dunphy e Jerry, l'ex marito della madre di Claire, passa a trovarli. Phil e Claire vorrebbero farli mettere insieme. Il piano sembra fallire quando Jerry vede in giardino l'albero della sua defunta moglie, ma poi Phil trova il modo di far credere a Jerry che l'albero approvi l'uscita con Farrah.
Mitch e Cam vorrebbero aiutare una coppia di ragazze lesbiche ad avere un bambino donando loro lo sperma. Quando le due accettano inizierà una "gara" su chi sia il donatore migliore. Quando se ne pentiranno scopriranno che le ragazze hanno già trovato un sostituto.
Manny è ancora depresso dopo la rottura con la sua ragazza Sherry. Jay gli presenta Brandy, una ragazza che lavora al lavaggio auto, mentre Gloria chiede a Luke di andare a parlare con Sherry. I due finiranno però col baciarsi.
- Guest star: Rachel Bay Jones (Farrah Marshall), Ed Begley Jr. (Jerry), Hillary Anne Matthews (Sherry)
- Ascolti USA: 3.82 milioni[8]

## L'ultimo Natale
- Titolo originale: The Last Christmas
- Diretto da: Jeff Walker
- Scritto da: Abraham Higginbotham e Jon Pollack

### Trama
Mitch e Cam organizzano una cena di Natale a casa e invitano il resto della famiglia. Hailey e Mitch cercano di capire come mai Cam abbia acquistato un biglietto aereo per il Missouri. Gloria sta pensando di lasciare il lavoro con Phil parlando con altri agenti immobiliari. Claire evita suo padre che vuole trascinarla nella sua azienda di cucce per cani. Manny è arrabbiato ancora con Luke per aver baciato Sherry così architetta un piano per farli lasciare. Mentre tutti discutono ancora a tavola, Cam rivela il perché del biglietto per il Missouri riavvicinando anche gli altri. Si scopre che Jay voleva Claire nella sua nuova azienda perché gli mancava lavorare insieme a lei, mentre Gloria rivela a Phil la paura di rovinare il loro rapporto attraverso il lavoro come è successo per Claire e Jay.
- Guest star:
- Ascolti USA: 4.27 milioni[9]

## Il Prescott
- Titolo originale: The Prescott
- Diretto da: Elaine Ko
- Scritto da: Elaine Ko

### Trama
Alex alloggia, grazie al suo nuovo lavoro, al Prescott, un hotel di lusso e tutti i familiari vanno a trovarla rubandole il codice cliente, così da poter accedere all'hotel indisturbati.
Phil fa il food blogger e approfitta dell'occasione per recensire il cibo al Prescott.
Jay va alla sala proiezioni per guardare un film senza Manny, ma poi va alla ricerca del food blogger che odia, senza sapere che sta cercando Phil.
Cam vuole incontrare David Beckham in hotel, mentre Mitch vorrebbe incontrare Victoria Beckham per ringraziarla dato che ad un concerto delle Spice Girl lo stesso Mitch ha deciso di rivelare di essere gay.
Manny e Luke vogliono rimorchiare delle donne nella palestra dell'hotel, ma per un errore vengono scambiati per gli insegnanti di bowling di David Beckham e Courtney Cox.
Claire va dal parrucchiere dell'hotel per cambiare colore ai capelli.
Gloria va nella piscina dell'albergo per combattere la sua paura degli scivoli d'acqua.
Dopo varie vicissitudini si incontrano tutti negli idromassaggi.
Alla fine, Alex riunisce tutta la famiglia e fa il resoconto delle spese sostenute per colpa loro.
- Guest star: Courteney Cox (se stessa), David Beckham (se stesso), Snoop Dogg (se stesso-voce), Stephen Merchant (Leslie Higgins)
- Ascolti USA: 6.39 milioni[10]

## Eredità
- Titolo originale: Legacy
- Diretto da: Jason Kemp
- Scritto da: Jack Burditt e Christopher Lloyd

### Trama
Cam e Gloria aiutano Manny a conquistare una sua vecchia fiamma. Successivamente Gloria aiuta Cam a vendicarsi nei confronti di una vecchia conoscenza, mentre Cam aiuta Gloria a sconfiggere la rivale in affari e vendere la sua prima casa. 
Intanto Mitchell e Claire ripercorrono il proprio passato, mentre Phil passa una giornata con suo padre Frank. 
Jay invece cerca di vendere, insieme a Joe, delle nuove cucce per cani. 
La puntata termina con Phil che ricorda Frank al suo funerale, facendo intuire che la giornata trascorsa insieme fosse stata l'ultima.
- Guest star: Fred Willard (Frank Dunphy), Hayley Erin (Brenda Feldman)
- Ascolti USA: 3.84 milioni[11]

## Annienta il rivale
- Titolo originale: Dead on a Rival
- Diretto da: Jason Winer
- Scritto da: Jeffrey Richman e Ryan Walls

### Trama
Alex cerca un assistente. Jay, che non vuole mandare via la sua assistente Margareth, la suggerisce ad Alex, la quale la assume. Margareth però vuole andare in pensione, ma non vuole deludere Jay.
Mitch e Cam ricevono la visita del vecchio proprietario della loro casa che è tornato lì per morire, ma cercano di convincerlo che c'è ancora molto per cui vivere.
Claire e Phil ricevono la visita di un loro vecchio amico, Kenneth, il quale vuole ringraziare Phil in un programma TV e offrirgli il volo dalla stazione spaziale per lasciare la terra, ma Phil non vuole andarci. Nel frattempo, offre a Claire un lavoro nella sua azienda. Si scoprirà poi che nemmeno Kenneth vuole partire per lo spazio.
Javier, ex marito di Gloria, va a trovare Manny per assistere ad un suo spettacolo e gli fa una proposta: farsi accompagnare dal figlio in una crociera di un anno; Gloria inizialmente non è d'accordo ma, dopo aver visto lo spettacolo, cambia idea.
- Guest star: Benjamin Bratt (Javier), Josh Gad (Kenneth)
- Ascolti USA: 3.50 milioni[12]

## Parigi
- Titolo originale: Paris
- Diretto da: James Bagdonas
- Scritto da: Paul Corrigan e Brandon Walsh

### Trama
La famiglia va a Parigi perché Jay deve ricevere un premio ed è anche San Valentino.
Phil dice a Claire che non può andare per via del lavoro, in realtà le fa una sorpresa per fare il loro gioco di ruolo di San Valentino. Phil la aspetta ad un caffè e qui incontra un ragazzo che gli racconta che deve incontrare una donna con cui ha avuto una storia 30 anni prima. Quando Claire sta arrivando entrambi la chiamano. I tre passano del tempo insieme e Phil, dopo un iniziale fastidio nei confronti dell'uomo, lo rivaluta in quanto scopre essere un mago.
Mitch vorrebbe passare una giornata romantica con Cam ma questo vuole fare il pagliaccio per la città. Mitch cerca di passare per un francese mentre Cam scopre che c'è un pagliaccio uguale al suo Fitzbo. Dopo una colluttazione con il pagliaccio francese, Cam realizza che è stato lui a copiare il personaggio.
Si scopre che Jay non ha ricevuto il premio ma lo ritira per il suo ex socio. Per non ferirlo, Gloria dice a Manny di convincere gli organizzatori per dargli un premio, non riuscendoci. Quando Jay lo scopre se ne va a Notre Dame, appena distrutta dell'incendio. Claire lo trova e lo convince a ritirare ugualmente il premio.
- Guest star:
- Ascolti USA: 3.73 milioni[13]

## Ricordi
- Titolo originale: Spuds
- Diretto da: Beth McCarthy-Miller
- Scritto da: Vali Chandrasekaran e Stephen Lloyd

### Trama
- Guest star:
- Ascolti USA: 3.28 milioni[14]

## Il lavoro dei sogni
- Titolo originale: Baby Steps
- Diretto da: Trey Clinesmith
- Sceneggiatura di : Steven Levitan e Morgan Murphy
- Storia di : Abraham Higginbotham e Jon Pollack

### Trama
Mitch e Cam sono alle prese con la decisione di adottare un nuovo bambino, così chiedono aiuto a Gloria, che mostra loro un appartamento più grande. Alex incontra il suo ex professore Arvin che le offre un nuovo lavoro. Nel frattempo anche Claire deve affrontare un importante colloquio che però prende una piega abbastanza rocambolesca...
- Guest star: Chris Geere (Arvin Fennerman), Wendie Malick (Sig.ra Beckman)
- Ascolti USA: 4.33 milioni[15]

## Casa dolce casa
- Titolo originale: I'm Going to Miss This
- Diretto da: Fred Savage
- Scritto da: Jack Burditt e Danny Zuker

### Trama
Mitch deve ancora abituarsi all'idea del trasloco, così si prende del tempo per salutare a modo suo la vecchia casa. Haley, Alex e Luke affrontano le conseguenze di un party organizzato quando i loro genitori erano fuori con i gemelli. Phil e Claire organizzano una caccia all'uovo pasquale e, stando a contatto con gli altri nonni presenti, riflettono sul loro ruolo genitoriale che sta venendo sempre più meno, prima di riscoprire con loro piacere di avere ancora un ruolo importante per i loro figli. Nasce il figlio adottivo di Mitch e Cam.
- Guest star:
- Ascolti USA: 4.33 milioni[16]

## Finale. 1ᵃ parte
- Titolo originale: Finale Part 1
- Diretto da: Steven Levitan
- Scritto da: Steven Levitan, Abraham Higginbotham, Jon Pollack, Ryan Walls, Jeffrey Richman, Morgan Murphy e Stephen Lloyd

### Trama
Cam ottiene il lavoro che tanto desiderava in Missouri, e nonostante il nuovo inizio che stava preparando con Mitchell nel nuovo appartamento e con il nuovo arrivato in famiglia Rex, i due decidono di partire. Nel frattempo Phil e Claire vivono nel camper nel vialetto per evitare la confusione in casa, così danno un ultimatum ai ragazzi, ma finiranno per pentirsene quando a fine giornata vengono a sapere che hanno tutti deciso di andar via.
- Guest star: Chris Geere (Arvin Fennerman), Christian Barillas (Ronaldo), Elizabeth Banks (Sal)
- Ascolti USA: 7.37 milioni[17]

## Finale. 2ᵃ parte
- Titolo originale: Finale Part 2
- Diretto da: Gail Mancuso
- Scritto da: Christopher Lloyd, Jack Burditt, Elaine Ko, Danny Zuker, Vali Chandrasekaran, Brad Walsh e Paul Corrigan

### Trama
Alex parte per la Svizzera con Arvin, con il quale comincia una relazione amorosa. Haley, Dylan e i gemelli si trasferiscono nell'appartamento che era di Mitch e Cam, mentre Luke è stato preso all'università. Anche Manny sta per partire per un viaggio di un anno intorno al mondo. Per Phil e Claire comincia una nuova fase, con la "luce sempre accesa nel portico", mentre Jay matura il suo lato più sensibile imparando lo spagnolo per Gloria e accettando finalmente di andare con lei in Colombia per incontrare la sua famiglia. I membri della famiglia Pritchett così si salutano uno ad uno e poi tutti insieme, chiudendo con un lungo e intenso abbraccio un meraviglioso ciclo avviato 11 anni prima.
- Guest star:
- Ascolti USA: 7.37 milioni[17]